# فرون
فرون (به عربی: فرون) یک منطقهٔ مسکونی در لبنان است که در شهرستان بنت جبیل واقع شده‌است.
 فرون   ۷۲۰ متر بالاتر از سطح دریا واقع شده‌است.